# FIRA Women's European Championship 2008
El FIRA Women's European Championship (Campeonato Europeo Femenino) de 2008 fue la decimotercera edición del torneo femenino de rugby oficial en Europa.

## Resultados

### Cuartos de final
- Los perdedores avanzan a la copa de plata

| 17 de mayo | Inglaterra | 80 - 3 | Suecia |  |  |

| 17 de mayo | Irlanda | 41 - 7 | España |  |  |

| 17 de mayo | Escocia | 10 - 27 | Gales |  |  |

| 17 de mayo | Países Bajos | 3 - 24 | Francia |  |  |

### Semifinal de Plata
| 20 de mayo | Países Bajos | 0 - 26 | Escocia |  |  |

| 20 de mayo | España | 20 - 0 | Suecia |  |  |

### Semifinales Campeonato
| 20 de mayo | Irlanda | 11 - 22 | Inglaterra |  |  |

| 20 de mayo | Gales | 18 - 10 | Francia |  |  |

### Séptimo puesto
| 24 de mayo | Países Bajos | 7 - 6 | Suecia |  |  |

### Quinto puesto
| 24 de mayo | Escocia | 27 - 25 | España |  |  |

### Tercer puesto
| 24 de mayo | Irlanda | 22 - 22 | Francia |  |  |

### Final
| 24 de mayo | Inglaterra | 12 - 6 | Gales |  |  |

| Bandera de Inglaterra |
| Campeón Inglaterra    |
| Tercer título         |